# Augusto Battaglia
Augusto Battaglia (Milano, 27 marzo 1948) è un politico italiano.
Titolo di studio: Laurea con lode in Lettere, Storia Moderna.
Professione: Operatore sociale.
-1971-1984, Direttore del Centro di Formazione professionale e responsabile dei servizi sociali e sanitari della Comunità di Capodarco, Roma.
-1972-1984, Membro della Rete Europea dei Centri di Riabilitazione CEE.
-1989-1992, Presidente A Roma Insieme.
-1994-1996, Presidente ISTISS, Istituto Studi di Servizio Sociale.
-1994-1997, Vice presidente nazionale Comunità di Capodarco.
-2011-2013, Federanziani Comitato Scientifico.
-Membro di Gruppi di lavoro in materia sociale, sanitaria, formazione professionale e lavoro presso Ministero della sanità, Ministero del lavoro e della previdenza sociale, Dipartimento per gli affari sociali, Provincia di Roma, Regione Emilia Romagna, Unione europea.
È stato esponente dei Democratici di Sinistra. È stato eletto alla Camera dei deputati nel 1992, e poi riconfermato nel 1996 e 2001, nel collegio maggioritario di Roma-Don Bosco, in rappresentanza della coalizione di centrosinistra.
Attività politica:
-1976-1984 Consigliere X Circoscrizione Comune di Roma.
-1980-1985 Membro del Comitato di gestione USL RM10.
-1985-1990 Consigliere nazionale ANCI.
-1984-1992 Consigliere Comunale Roma, Commissione Politiche Sociali e Sanità.
-1992-1994, 1996-2005 Deputato, Commissione Affari Sociali.
-2005-2010, Consigliere Regionale Lazio.
-2005-2008, Assessore alla Sanità Regione Lazio.
-2005-2009, Consigliere di Amministrazione, AIFA, Agenzia Italiana del Farmaco.
-2006-2013, Consigliere di Amministrazione Fondazione Policlinico Tor Vergata.
Nella XIV Legislatura è membro della commissione Affari Sociali, ma lascia il suo incarico di deputato all'indomani delle elezioni regionali del 2005, optando per il seggio al consiglio regionale del Lazio.
Nel 2005 eletto nel Consiglio regionale del Lazio assume la carica di Assessore alla Sanità.
Dopo il commissariamento della sanità, è eletto vice presidente della Commissione Lavoro e politiche sociali.